# Svenska Aero
Svenska Aero AB (Saab) fu un costruttore di aerei svedese sulla Hästholmen in Lidingö. L'azienda venne fondata il 10 settembre 1921 per costruire su licenza aerei della Caspar-Werke e della Heinkel. La società fu acquistata da ASJA nel 1932.

## Storia
Dopo prima guerra mondiale, l'industria aeronautica tedesca ebbe diversi problemi dato che alle compagnie aeree tedesche venne proibito di usare velivoli multi motore che potenzialmente potessero essere convertiti in aerei militari per operazioni a largo raggio e durante un certo tempo la produzione di aerei in Germania fu vietata. Nel 1921, alcune delle restrizioni vennero revocate come la produzione di aerei civili a patto di ottenere l'approvazione di una commissione internazionale di controllo che verificava se soddisfacevano determinati requisiti. Per aggirare queste regole diversi costruttori di aeromobili tedeschi si trasferirono all'estero. Nel 1921 Carl Clemens Bücker ottenne la commessa per un aereo da ricognizione per la Caspar-Werke in Travemünde. Perché ci si aspettava dei problemi a causa delle regole del trattato di pace riguardo l'esportazione di aerei caccia Bücker esplorò l'idea di contrabbandare le parti fuori della Germania e assemblare l'aereo in Svezia.
Per rendere più facile l'acquisto Ernst Heinkel e Bücker fondarono la Svenska Aero in Lidingö nel 1921. Il contratto per la produzione del velivolo venne così trasferito da Caspar a Svenska Aero. Heinkel e alcuni addetti al montaggio tedeschi si trasferirono temporaneamente a Lidingö per assemblare l'aereo.
Bücker, che all'epoca era assunto come pilota collaudatore da parte della aviazione della marina svedese TDS (Torpeddepartementet på flottans Varv i Stockholm, ossia "il reparto siluri della marina di Stoccolma") si dimise per diventare amministratore delegato e il solo membro del consiglio della nuova società. Il primo aereo fu assemblato con componenti di Caspar-Werke a Travemünde. Un primo assemblaggio era effettuato presso le strutture della Svenska Aero ma presso la TDS venivano rifiniti alcuni componenti che la Svenska non era in grado di produrre. In realtà solo i timoni e gli "scarponi" erano costruiti in Svezia il resto dei componenti era segretamente prodotto da Caspar in località differenti in Germania per evitare che alleati scoprissero la cosa. Durante il 1922-1923 l'azienda si trasferì in un ex cantiere navale in Skärsätra su Lidingö dato che la società aveva ricevuto ulteriori ordini dall'aviazione della marina. Le parti per tali aeromobili furono realizzate in Svezia da Svenska Aero ma assemblati da TDS. Nel 1928 la Marina militare ordinò quattro J 4 (Heinkel HD 19) ossia un idrocaccia a scarponi. La consegna fu l'ultima licenza di costruzione aeronautica della Svenska Aero.
A metà degli anni 1920 Svenska Aero creò il proprio ufficio di progettazione e Sven Blomberg, precedentemente impiegato da Heinkel Flugzeugwerke, venne assunto come capo progettista. Nel 1930 fu raggiunto da Anders Johan Andersson da Messerschmitt. La Svenska Aero progettò e realizzò quindi sei diversi modelli ma nonostante ciò la cosa non ebbe il successo che la Bücker aveva sperato. L'aviazione era solo interessata a comprare prototipi e poi costruire in proprio nelle strutture della TDS CFM. Ciò comportò problemi finanziari per l'azienda e, nel 1932, Bücker decise di vendere la società con il personale ad ASJA per 250.000 SEK. Dopo la vendita Bücker tornò in Germania e ha aprì la Bücker Flugzeugbau. Anche A.J. Andersson entrò nella nuova società come progettista capo. Insieme realizzarono diversi aerei ben noti a livello internazionale come il Bücker Bü181 Bestmann e il Bücker Bü 133 Jungmeister. Allo scoppio della seconda guerra mondiale nell'autunno del 1939 Andersson tornò in Svezia dove si occupò della progettazione del bimotore Saab 18.
La Svenska Aero, licenze incluse, costruì un totale di 58 velivoli. Sette furono esportati in Lettonia e uno in Norvegia. L'importanza per le forze armate svedesi era maggiore di quella che il numero di aerei fabbricati può dare l'impressione di avere. Tra il 1926 e il 1932 l'aeronautica militare acquistò 15 diversi tipi di aerei dei quali otto provenivano da Svenska Aero.

## Produzione

### Progettati e costruiti
- Svenska Aero SA-10 Piraten (designazione militare Ö 7) (2 realizzati)
- Svenska Aero SA-11 Jaktfalken (designazione militare J 5) (1 realizzati)
- Svenska Aero SA-12 Skolfalken (designazione militare Sk 8) (1 realizzati)
- Svenska Aero SA-13 Övningsfalken (designazione militare Ö 8) (1 realizzati)
- Svenska Aero SA-14 Jaktfalken II (designazione militare J 6) (11 realizzati)
- Svenska Aero SA-15 prototipo (designazione militare S 8) prodotto da ASJA

### Costruiti su licenza
- Heinkel HE 1 Hansa Brandenburg type 31 (designazione militare S 2) precedentemente chiamato Caspar S.I
- Heinkel HE 1 - Hansa Brandenburg type 32 designazione militare S 2)
- Heinkel HE 2 Hansa Brandenburg type 42 (designazione militare S 3) precedentemente chiamato HE S.II (4 realizzati)
- Heinkel HE 4 Hansa Brandenburg type 47 (designazione militare S 4) in un primo tempo chiamato HE S.IIa (5 realizzati)
- Heinkel He 5 Hansa (designazione militare S 5) (14 realizzati)
- Heinkel HD 19 (designazione militare J 4) (4 realizzati)
- Heinkel HD 24 (designazione militare Sk 4) (6 realizzati)
- Heinkel HD 35 addestratore (designazione militare Sk 5) (1 realizzati)

### Aerei venduti dalla Svenska Aero ma realizzati dalla Casper/Heinkel
- Heinkel HE 3
- Heinkel HD 14
- Heinkel HD 16 (designazione militare T-1)
- Heinkel HD 33